# Maxodontus
Maxodontus är ett släkte av steklar. Maxodontus ingår i familjen brokparasitsteklar.
Kladogram enligt Catalogue of Life:
| Maxodontus | \| \| Maxodontus costaricator \| \| \| \| \| \| Maxodontus ecuadorator \| \| \| \| |
|            | \| \| Maxodontus costaricator \| \| \| \| \| \| Maxodontus ecuadorator \| \| \| \| |
|            | Maxodontus costaricator                                                            |
|            |                                                                                    |
|            | Maxodontus ecuadorator                                                             |
|            |                                                                                    |